# Rossello di Jacopo Franchi

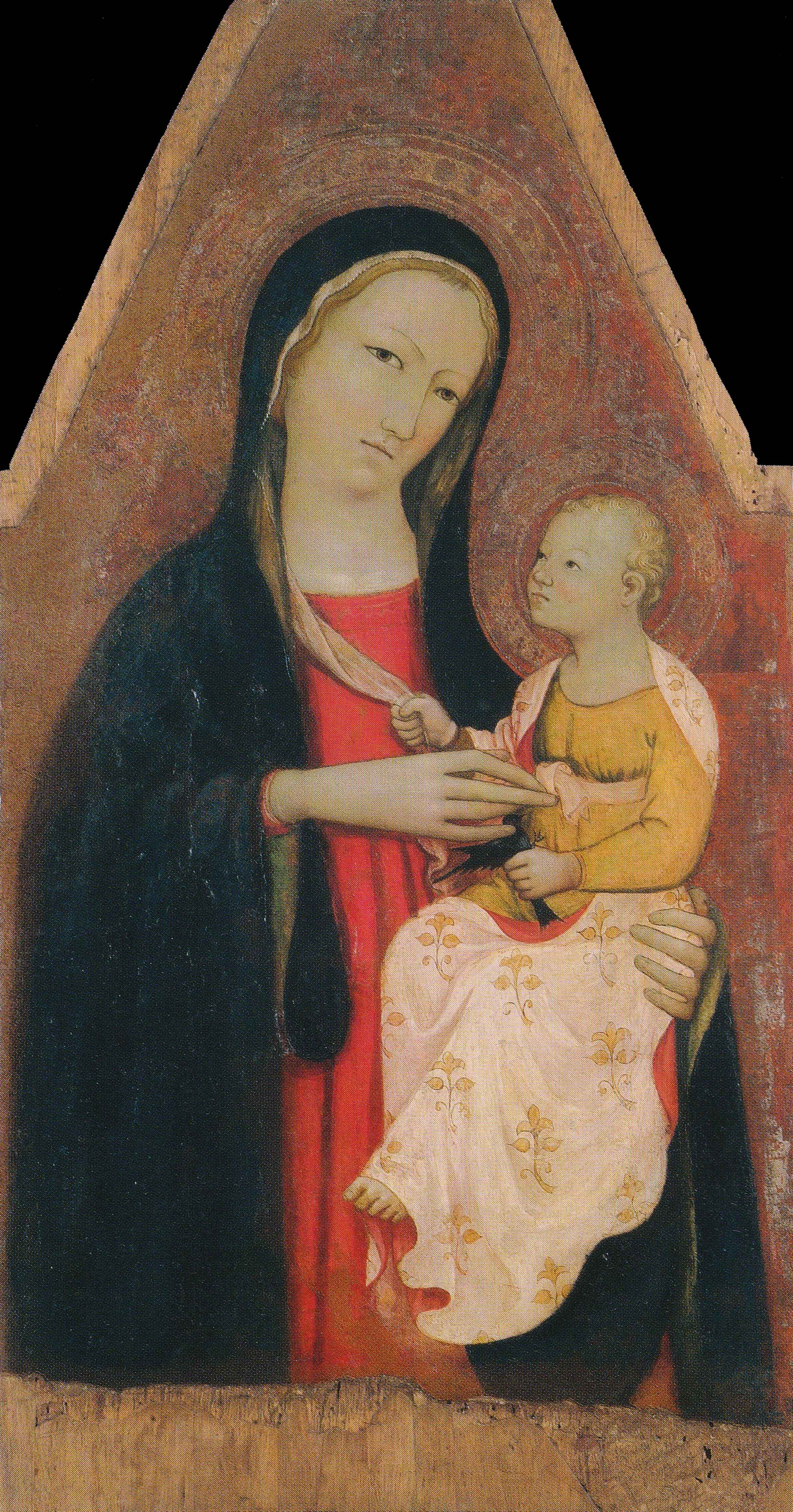
Madonna col Bambino - Museo di arte sacra (Tavarnelle Val di Pesa)

Rossello di Jacopo Franchi (Firenze, 1376/1377 – 1456) è stato un pittore italiano.

## Biografia
Fu un allievo di Lorenzo Monaco e si distinse per il gusto dei particolari e per la grazia delle sue opere. La sua vicenda critica ha inizio dalla scoperta all'inizio del Novecento di due sue tavole firmate: La Madonna col bambino e due angeli nella chiesa di Staggia e L'incoronazione della Vergine della Pinacoteca di Siena.  All'inizio della sua attività egli fu influenzato da Mariotto di Nardo, come dimostra, tra l'altro,  La Madonna in trono e Santi ora al Fitzwilliam Museum di Cambridge. Ancora al periodo giovanile appartiene una tavola con la Madonna col Bambino in trono tra i santi Sebastiano e Giovanni Battista, Giovanni Evangelista e Domitilla, databile tra il 1420 e il 1430 ca. attualmente esposta nel Museo della Collegiata di Sant'Andrea a Empoli, e proveniente dalla pieve di San Giovanni Evangelista a Monterappoli. Intorno al 1420 Rossello esegue quello che è considerato il suo capolavoro L'Incoronazione della Vergine tra angeli e Santi, ora alla Galleria dell'Accademia di Firenze, sicuramente debitrice di Lorenzo Monaco ma con una levità di tratto tipica del nostro pittore e che ritroviamo ad esempio in una Madonna in trono col Bambino del Courtald Institut of Art di Londra; nella già citata Incoronazione della Vergine ora alla Pinacoteca Nazionale di Siena; e ancora in una Madonna delle Grazie ora nel Museo di Arte Sacra di Tavarnelle Val di Pesa.